# Liste des maires de Schiltigheim
La liste des maires de Schiltigheim présente la liste des maires de la commune française de Schiltigheim, située dans la circonscription départementale du Bas-Rhin, la collectivité européenne d'Alsace et la région Grand Est.

## L'Hôtel de ville

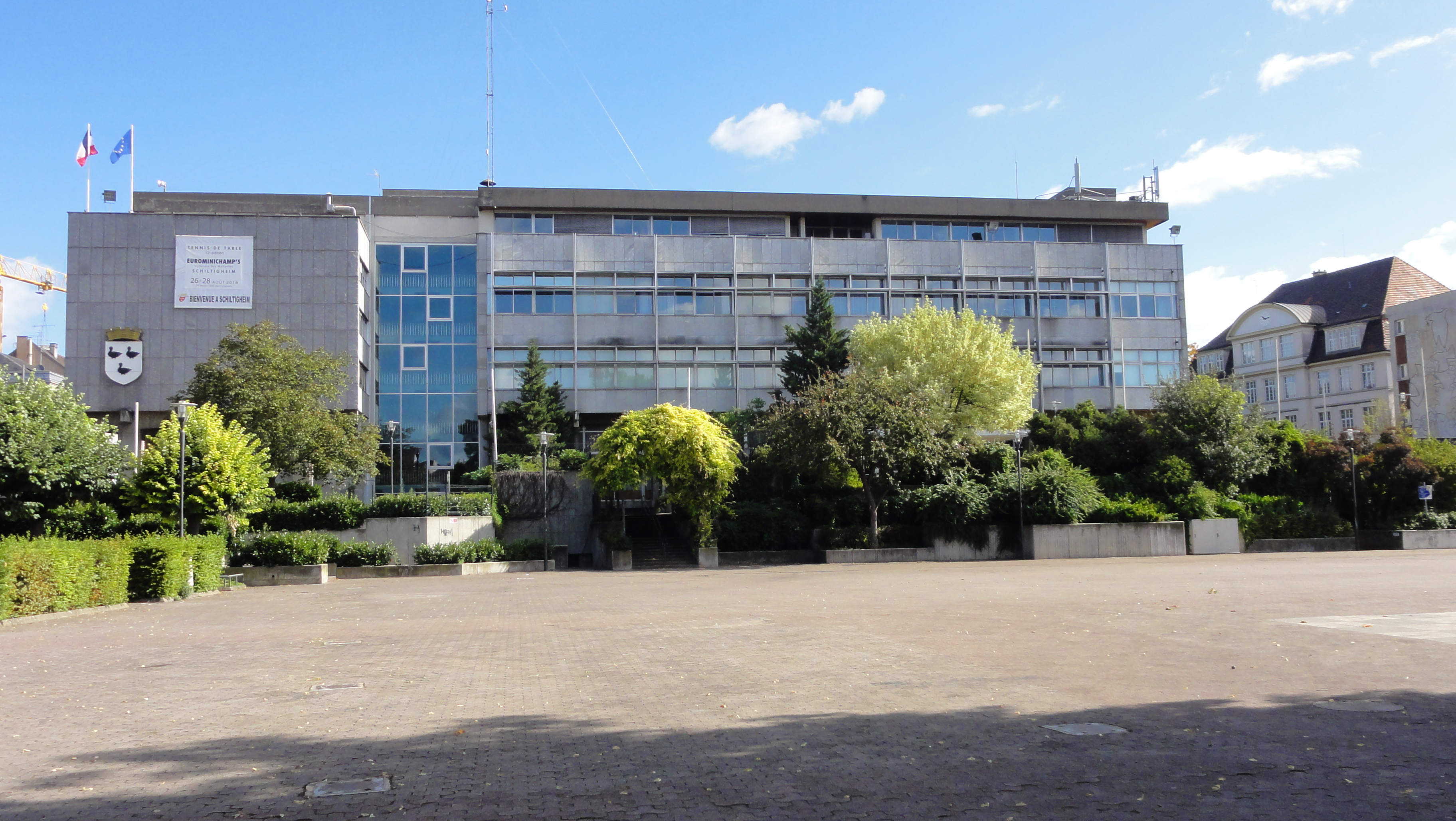
L'hôtel de ville actuel.
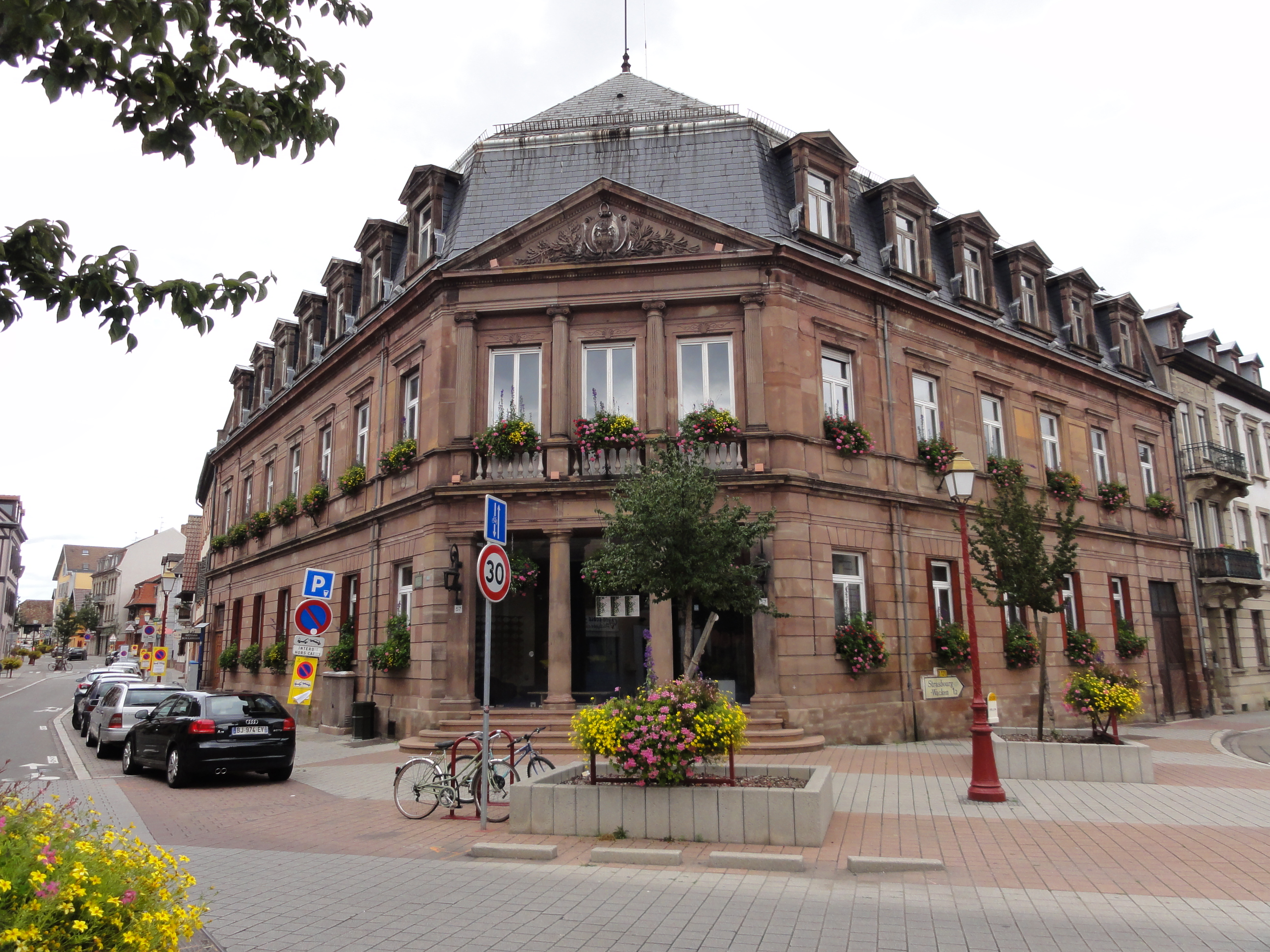
L'ancienne mairie.

## Liste des maires

### Entre 1790 et 1944
| Période      | Période       | Identité                           | Étiquette | Qualité |
| ------------ | ------------- | ---------------------------------- | --------- | --- |
| 1790         | 1795          | Georges Lentz                      |           | Syndic |
| 1795         | 1796          | Ehrhardt                           |           | |
| 1796         | 1800          | Daniel Debus                       |           | Aubergiste |
| 1800         | 1804          | Georges Schoettel                  |           | |
| 1804         | 1824          | Jean-Ignace Schott                 |           | |
| 1824         | 1832          | Philippe-Eugène Rodolphe           |           | |
| 1832         | 1837          | Benjamin Rosenstiehl               |           | |
| 1837         | 1852          | Chrétien Hiller                    |           | |
| 1852         | 1865          | Philippe Eugène Roudolphi (1797-?) |           | Notaire royal Conseiller général de Schiltigheim (1852 → 1867)                                                                          |
| 1865         | 1870          | Gustave Ehrhardt                   |           | Brasseur |
| 1870         | 1871          | Louis Jacobi                       |           | Médecin Nommé maire |
| 1872         | 1874          | Benjamin Debus                     |           | |
| janvier 1874 | juillet 1882  | Charles Rhein (1820-1882)          |           | |
| 1883         | 1889          | Émile Rhein                        |           | Propriétaire |
| 1889         | 1900          | Albrecht Melms                     |           | Nommé maire |
| 1900         | mai 1925      | Émile Rhein                        |           | Propriétaire |
| mai 1925     | décembre 1940 | Adolphe Sorgus (1884-1947)         | SFIO      | Relieur Premier adjoint au maire (1919 → 1925) Conseiller général de Schiltigheim (1931 → 1940) Chevalier de la Légion d'honneur (1938) |

### Depuis 1944
Depuis la Libération, sept maires se sont succédé à la tête de la commune.
| Période       | Période                   | Identité                                         | Étiquette                      | Qualité |
| ------------- | ------------------------- | ------------------------------------------------ | ------------------------------ | --- |
| novembre 1944 | octobre 1947              | Adolphe Sorgus (1884-1947)                       | SFIO                           | Relieur Conseiller général de Schiltigheim (1945 → 1947) Chevalier de la Légion d'honneur (1938) |
| octobre 1947  | 30 mars 1971              | Georges Ritter                                   | RPF puis CNI puis UNR puis UDR | Industriel Député du Bas-Rhin (1956 → 1958) Député du Bas-Rhin (3e circ.) (1962 → 1973) Conseiller général de Schiltigheim (1947 → 1973) Vice-président du conseil général (1950 → 1973) Vice-président de la CUS (1968 → 1973)                                                           |
| 30 mars 1971  | mars 1977                 | Paul Schwebel (1918-2003)                        | CDP puis CDS                   | Lieutenant-colonel de réserve de l'Armée de l'air 1er vice-président de la CUS (1971 → 1977) Chevalier de la Légion d'honneur (1976) Chevalier des Palmes académiques (1976) Chevalier du Mérite social (1955)                                                                            |
| mars 1977     | mars 2008                 | Alfred Muller                                    | PS puis MDA                    | Instituteur puis directeur d'école, maire honoraire Adjoint au maire (1971 → 1977) Député du Bas-Rhin (3e circ.) (1993 → 1997) Conseiller général de Schiltigheim (1979 → 1993 et 1998 → 2004) Vice-président du conseil général (1992 → 1993) 1er vice-président de la CUS (1989 → 2001) |
| mars 2008     | mars 2014                 | Raphaël Nisand                                   | PS                             | Avocat, fils de Léon Nisand (1923-2014) Conseiller général de Schiltigheim (2011 → 2015) Vice-président de la CUS (2008 → 2014) |
| mars 2014     | avril 2018                | Jean-Marie Kutner                                | UDI-NC                         | Pharmacien retraité Mandat écourté après la démission de plus d'un tiers des membres du conseil municipal |
| avril 2018    | En cours (au 31 mai 2020) | Danielle Dambach Réélue pour le mandat 2020-2026 | EELV → LÉ                      | Enseignante spécialisée 2e vice-présidente de l'Eurométropole de Strasbourg (2020 → ) Élue à la suite d'une élection municipale partielle |

## Conseil municipal actuel
Les 39 sièges composant le conseil municipal de Schiltigheim ont été pourvus le 15 mars 2020 lors du premier tour de scrutin. Actuellement, il est réparti comme suit : 

## Résultats des élections municipales

### Élection municipale de 2020
|                                                          | Danielle Dambach *       | ECO (EÉLV-PS-PCF)        | 3 169  | 55,29  | 32 | 6 |  |  |
| Vivre Schilick 2020                                      |                          |                          | 3 169  | 55,29  | 32 | 6 |  |  |
|                                                          | Christian Ball           | LR-DVD                   | 1 179  | 20,57  | 4  | 1 |  |  |
| Schilick pour tous                                       |                          |                          | 1 179  | 20,57  | 4  | 1 |  |  |
|                                                          | Hélène Hollederer        | LREM-Agir                | 746    | 13,01  | 2  | 0 |  |  |
| Osons pour Schiltigheim                                  |                          |                          | 746    | 13,01  | 2  | 0 |  |  |
|                                                          | Raphaël Rodrigues        | DIV                      | 329    | 5,74   | 1  | 0 |  |  |
| Réveil citoyen                                           |                          |                          | 329    | 5,74   | 1  | 0 |  |  |
|                                                          | Francis Guyot            | DIV                      | 197    | 3,43   | 0  | 0 |  |  |
| Schiltigheim : enfin !                                   |                          |                          | 197    | 3,43   | 0  | 0 |  |  |
|                                                          | Denise Grandmougin       | LO                       | 111    | 1,93   | 0  | 0 |  |  |
| Lutte ouvrière - Faire entendre le camp des travailleurs |                          |                          | 111    | 1,93   | 0  | 0 |  |  |
|                                                          |                          |                          |        |        |    |   |  |  |
| Exprimés                                                 | Exprimés                 | Exprimés                 | 5 731  | 97,10  |    |   |  |  |
| Votes blancs                                             | Votes blancs             | Votes blancs             | 57     | 0,97   |    |   |  |  |
| Votes nuls                                               | Votes nuls               | Votes nuls               | 114    | 1,93   |    |   |  |  |
| Total                                                    | Total                    | Total                    | 5 902  | 100,00 | 39 | 7 |  |  |
| Abstentions                                              | Abstentions              | Abstentions              | 12 485 | 67,90  |    |   |  |  |
| Inscrits / participation                                 | Inscrits / participation | Inscrits / participation | 18 387 | 32,10  |    |   |  |  |
| * Liste de la maire sortante                             |                          |                          |        |        |    |   |  |  |

### Élection municipale partielle de 2018
| Tête de liste                                            | Tête de liste            | Liste          | Premier tour | Premier tour | Second tour | Second tour | Sièges  | Sièges  |
| Tête de liste                                            | Tête de liste            | Liste          | Voix         | %            | Voix        | %           | CM      | CC      |
| -------------------------------------------------------- | ------------------------ | -------------- | ------------ | ------------ | ----------- | ----------- | ------- | ------- |
|                                                          | Christian Ball           | LR             | 2 268        | 35,80        | 2 930       | 45,50       | 9       | 2       |
| Schilick pour tous                                       |                          |                | 2 268        | 35,80        | 2 930       | 45,50       | 9       | 2       |
|                                                          | Danielle Dambach         | ECO (EÉLV-SÉ)  | 1 293        | 20,41        | 3 510       | 54,50       | 30      | 6       |
| Vivre Schilick                                           |                          |                | 1 293        | 20,41        | 3 510       | 54,50       | 30      | 6       |
|                                                          | Nathalie Jampoc-Bertrand | PS-PCF         | 956          | 15,09        | 3 510       | 54,50       | 30      | 6       |
| Nouveau cap pour Schilick                                |                          |                | 956          | 15,09        | 3 510       | 54,50       | 30      | 6       |
|                                                          | Jean-Marie Kutner *      | DVD            | 1 253        | 19,78        | Retrait     | Retrait     | Retrait | Retrait |
| Pour Schilick, continuons                                |                          |                | 1 253        | 19,78        | Retrait     | Retrait     | Retrait | Retrait |
|                                                          | Marc Baader              | LFI            | 479          | 7,56         |             |             | 0       | 0       |
| Schilick l'insoumise                                     |                          |                | 479          | 7,56         |             |             | 0       | 0       |
|                                                          | Annelyse Jacquel         | LO             | 86           | 1,36         | 0           | 0           |         |         |
| Lutte ouvrière - Faire entendre le camp des travailleurs |                          |                | 86           | 1,36         | 0           | 0           |         |         |
|                                                          |                          |                |              |              |             |             |         |         |
| Inscrits                                                 | Inscrits                 | Inscrits       | 18 318       | 100,00       | 18 320      | 100,00      |         |         |
| Abstentions                                              | Abstentions              | Abstentions    | 11 845       | 64,66        | 11 669      | 63,70       |         |         |
| Votants                                                  | Votants                  | Votants        | 6 473        | 35,34        | 6 651       | 36,30       |         |         |
| Blancs et nuls                                           | Blancs et nuls           | Blancs et nuls | 138          | 2,13         | 211         | 3,17        |         |         |
| Exprimés                                                 | Exprimés                 | Exprimés       | 6 335        | 97,87        | 6 440       | 96,83       |         |         |
| * Liste du maire sortant                                 |                          |                |              |              |             |             |         |         |

### Élection municipale de 2014
| Tête de liste                                            | Tête de liste     | Liste          | Premier tour | Premier tour | Second tour | Second tour | Sièges | Sièges |
| Tête de liste                                            | Tête de liste     | Liste          | Voix         | %            | Voix        | %           | CM     | CC     |
| -------------------------------------------------------- | ----------------- | -------------- | ------------ | ------------ | ----------- | ----------- | ------ | ------ |
|                                                          | Raphaël Nisand *  | PS             | 2 144        | 25,82        | 3 859       | 44,50       | 8      | 2      |
| La liste de toutes les forces de Schilick                |                   |                | 2 144        | 25,82        | 3 859       | 44,50       | 8      | 2      |
|                                                          | Danielle Dambach  | EELV           | 1 398        | 16,83        | 3 859       | 44,50       | 8      | 2      |
| Schilick écologie solidarité, innovation, citoyenneté    |                   |                | 1 398        | 16,83        | 3 859       | 44,50       | 8      | 2      |
|                                                          | Marc Baader       | FG             | 450          | 5,41         | 3 859       | 44,50       | 8      | 2      |
| À Schiltigheim l'humain d'abord                          |                   |                | 450          | 5,41         | 3 859       | 44,50       | 8      | 2      |
|                                                          | Jean-Marie Kutner | UDI            | 2 074        | 24,97        | 4 811       | 55,49       | 31     | 6      |
| Ensemble naturellement                                   |                   |                | 2 074        | 24,97        | 4 811       | 55,49       | 31     | 6      |
|                                                          | Christian Ball    | UMP            | 1 676        | 20,18        | 4 811       | 55,49       | 31     | 6      |
| Schilick pour tous                                       |                   |                | 1 676        | 20,18        | 4 811       | 55,49       | 31     | 6      |
|                                                          | Elric Ferandel    | DVD            | 388          | 4,67         |             |             |        |        |
| Union citoyenne schilikoise                              |                   |                | 388          | 4,67         |             |             |        |        |
|                                                          | Annelyse Jacquel  | LO             | 173          | 2,08         |             |             |        |        |
| Lutte ouvrière - Faire entendre le camp des travailleurs |                   |                | 173          | 2,08         |             |             |        |        |
|                                                          |                   |                |              |              |             |             |        |        |
| Inscrits                                                 | Inscrits          | Inscrits       | 17 318       | 100,00       | 17 319      | 100,00      |        |        |
| Abstentions                                              | Abstentions       | Abstentions    | 8 758        | 50,57        | 8 278       | 47,80       |        |        |
| Votants                                                  | Votants           | Votants        | 8 560        | 49,43        | 9 041       | 52,20       |        |        |
| Blancs et nuls                                           | Blancs et nuls    | Blancs et nuls | 257          | 3,00         | 371         | 4,10        |        |        |
| Exprimés                                                 | Exprimés          | Exprimés       | 8 303        | 97,00        | 8 670       | 95,90       |        |        |
| * Liste du maire sortant                                 |                   |                |              |              |             |             |        |        |

### Élection municipale de 2008
| Tête de liste                                                           | Tête de liste      | Liste                    | Premier tour | Premier tour | Second tour | Second tour | Sièges | Sièges |
| Tête de liste                                                           | Tête de liste      | Liste                    | Voix         | %            | Voix        | %           | CM     |        |
| ----------------------------------------------------------------------- | ------------------ | ------------------------ | ------------ | ------------ | ----------- | ----------- | ------ | ------ |
|                                                                         | Raphaël Nisand     | PS-Verts (UG)            | 2 880        | 32,43        | 4 423       | 50,34       | 30     |        |
| Schilick passionnément                                                  |                    |                          | 2 880        | 32,43        | 4 423       | 50,34       | 30     |        |
|                                                                         | Danielle Dambach   | ECO                      | 1 061        | 11,95        | 4 423       | 50,34       | 30     |        |
| Schilick Écologie - Envie d’une énergie nouvelle                        |                    |                          | 1 061        | 11,95        | 4 423       | 50,34       | 30     |        |
|                                                                         | Jean-Marie Kutner  | MDA-LGM-UMP-MoDem (Maj.) | 1 520        | 17,12        | 2 194       | 24,97       | 5      |        |
| Ensemble pour Schilick                                                  |                    |                          | 1 520        | 17,12        | 2 194       | 24,97       | 5      |        |
|                                                                         | Andrée Munchenbach | ECO                      | 1 511        | 17,02        | 2 169       | 24,69       | 4      |        |
| Schiltigheim naturellement (1er tour) Unis pour le changement (2d tour) |                    |                          | 1 511        | 17,02        | 2 169       | 24,69       | 4      |        |
|                                                                         | Michèle Plataret   | DVD-UMP diss.-PRV        | 1 048        | 11,80        | 2 169       | 24,69       | 4      |        |
| Aimer Schilick                                                          |                    |                          | 1 048        | 11,80        | 2 169       | 24,69       | 4      |        |
|                                                                         | Christian Fiegel   | DVG                      | 448          | 5,05         |             |             |        |        |
| Schilick autrement                                                      |                    |                          | 448          | 5,05         |             |             |        |        |
|                                                                         | Claude Fuchs       | SE                       | 412          | 4,64         |             |             |        |        |
| Un bond pour Schilick                                                   |                    |                          | 412          | 4,64         |             |             |        |        |
|                                                                         |                    |                          |              |              |             |             |        |        |
| Inscrits                                                                | Inscrits           | Inscrits                 | 17 132       | 100,00       | 17 132      | 100,00      |        |        |
| Abstentions                                                             | Abstentions        | Abstentions              | 7 957        | 46,45        | 8 040       | 46,93       |        |        |
| Votants                                                                 | Votants            | Votants                  | 9 175        | 53,55        | 9 092       | 53,07       |        |        |
| Blancs ou nuls                                                          | Blancs ou nuls     | Blancs ou nuls           | 295          | 3,22         | 306         | 3,37        |        |        |
| Exprimés                                                                | Exprimés           | Exprimés                 | 8 880        | 96,78        | 8 786       | 96,63       |        |        |

### Élection municipale de 2001
| Tête de liste            | Tête de liste    | Liste            | Premier tour | Premier tour | Second tour | Second tour | Sièges | Sièges |
| Tête de liste            | Tête de liste    | Liste            | Voix         | %            | Voix        | %           | CM     |        |
| ------------------------ | ---------------- | ---------------- | ------------ | ------------ | ----------- | ----------- | ------ | ------ |
|                          | Alfred Muller *  | MDA-PS (G. pl.)  | 2 932        | 40,36        | 3 209       | 40,37       | 25     |        |
|                          | Denis Maurer     | ECO              | 1 650        | 22,71        | 2 074       | 26,09       | 5      |        |
| Schilick Écologie        |                  |                  | 1 650        | 22,71        | 2 074       | 26,09       | 5      |        |
|                          | Jean-Marie Heydt | UDF-RPR (Un. d.) | 1 382        | 19,03        | 1 648       | 20,73       | 3      |        |
| Schilick qualité         |                  |                  | 1 382        | 19,03        | 1 648       | 20,73       | 3      |        |
|                          | Christian Fiegel | DVG (PS diss.)   | 1 300        | 17,90        | 1 018       | 12,81       | 2      |        |
| Schilick autrement       |                  |                  | 1 300        | 17,90        | 1 018       | 12,81       | 2      |        |
|                          |                  |                  |              |              |             |             |        |        |
| Inscrits                 | Inscrits         | Inscrits         | 15 934       | 100,00       | 15 934      | 100,00      |        |        |
| Abstentions              | Abstentions      | Abstentions      | 8 320        | 52,22        | 7 735       | 48,54       |        |        |
| Votants                  | Votants          | Votants          | 7 614        | 47,78        | 8 199       | 51,46       |        |        |
| Blancs ou nuls           | Blancs ou nuls   | Blancs ou nuls   | 350          | 4,60         | 250         | 3,05        |        |        |
| Exprimés                 | Exprimés         | Exprimés         | 7 264        | 95,40        | 7 949       | 96,95       |        |        |
| * Liste du maire sortant |                  |                  |              |              |             |             |        |        |

### Élection municipale de 1995
| Tête de liste            | Tête de liste   | Liste          | Premier tour | Premier tour | Second tour | Second tour | Sièges | Sièges |
| Tête de liste            | Tête de liste   | Liste          | Voix         | %            | Voix        | %           | CM     |        |
| ------------------------ | --------------- | -------------- | ------------ | ------------ | ----------- | ----------- | ------ | ------ |
|                          | Alfred Muller * | MDA            | 4 300        | 44,99        | 4 704       | 52,12       | 27     |        |
|                          | Raphaël Nisand  | PS (Un. g.)    | 2 520        | 26,37        | 2 431       | 26,93       | 5      |        |
|                          | Fuchs           | FN             | 1 239        | 12,96        | 1 013       | 11,22       | 2      |        |
|                          | Étienne Stoffel | MPF (Un. d.)   | 1 053        | 11,02        | 878         | 9,73        | 1      |        |
|                          | Denis Maurer    | Verts          | 445          | 4,66         |             |             |        |        |
|                          |                 |                |              |              |             |             |        |        |
| Inscrits                 | Inscrits        | Inscrits       | 18 271       | 100,00       | 18 271      | 100,00      |        |        |
| Abstentions              | Abstentions     | Abstentions    | 8 571        | 46,91        | 9 108       | 49,85       |        |        |
| Votants                  | Votants         | Votants        | 9 700        | 53,09        | 9 163       | 50,15       |        |        |
| Blancs ou nuls           | Blancs ou nuls  | Blancs ou nuls | 143          | 1,47         | 137         | 1,49        |        |        |
| Exprimés                 | Exprimés        | Exprimés       | 9 557        | 98,52        | 9 026       | 98,50       |        |        |
| * Liste du maire sortant |                 |                |              |              |             |             |        |        |

### Élection municipale de 1989
|                          | Alfred Muller *    | MDA-PS (Maj. prés.) | 5 791  | 59,50  | 29 |  |  |  |
|                          | Roche              | FN                  | 1 049  | 10,77  | 2  |  |  |  |
|                          | Jean-Marie Mangin  | ECO                 | 1 038  | 10,66  | 1  |  |  |  |
| Schilick Écologie        |                    |                     | 1 038  | 10,66  | 1  |  |  |  |
|                          | Étienne Stoffel    | CNI                 | 719    | 7,38   | 1  |  |  |  |
|                          | Christophe Rieffel | UDF (Un. d.)        | 582    | 5,98   | 1  |  |  |  |
| Schilick Alternance      |                    |                     | 582    | 5,98   | 1  |  |  |  |
|                          | Mosche             | MRG-PCF             | 553    | 5,68   | 1  |  |  |  |
|                          |                    |                     |        |        |    |  |  |  |
| Inscrits                 | Inscrits           | Inscrits            | 17 954 | 100,00 |    |  |  |  |
| Abstentions              | Abstentions        | Abstentions         | 8 064  | 44,91  |    |  |  |  |
| Votants                  | Votants            | Votants             | 9 890  | 55,09  |    |  |  |  |
| Nuls                     | Nuls               | Nuls                | 158    | 0,88   |    |  |  |  |
| Exprimés                 | Exprimés           | Exprimés            | 9 732  | 54,20  |    |  |  |  |
| * Liste du maire sortant |                    |                     |        |        |    |  |  |  |

### Élection municipale de 1983
|                          | Alfred Muller *  | PS-PCF (Un. g.)        | 7 719  | 64,31  | 30 |  |  |  |
|                          | Jean-Louis Wehr  | DVD-UDF-RPR (Un. opp.) | 3 520  | 29,33  | 5  |  |  |  |
|                          | Andrée Buchmann  | Verts                  | 638    | 5,31   | 0  |  |  |  |
|                          | Marc Verschueren | PCI                    | 124    | 1,03   | 0  |  |  |  |
|                          |                  |                        |        |        |    |  |  |  |
| Inscrits                 | Inscrits         | Inscrits               | 18 428 | 100,00 |    |  |  |  |
| Abstentions              | Abstentions      | Abstentions            | 6 213  | 33,71  |    |  |  |  |
| Votants                  | Votants          | Votants                | 12 215 | 66,29  |    |  |  |  |
| Nuls                     | Nuls             | Nuls                   | 214    | 1,16   |    |  |  |  |
| Exprimés                 | Exprimés         | Exprimés               | 12 001 | 65,12  |    |  |  |  |
| * Liste du maire sortant |                  |                        |        |        |    |  |  |  |

### Élection municipale de 1977
|                            | Alfred Muller       | PS-PCF-GAM-DVG (Un. g.) | 5 705  | 51,11  | 31 |  |  |  |
| Schiltigheim Espoir        |                     |                         | 5 705  | 51,11  | 31 |  |  |  |
|                            | Jean-Claude Burckel | RPR-CDS-DVD (Maj.)      | 5 456  | 48,88  |    |  |  |  |
| Liste d'entente municipale |                     |                         | 5 456  | 48,88  |    |  |  |  |
|                            |                     |                         |        |        |    |  |  |  |
| Inscrits                   | Inscrits            | Inscrits                | 17 423 | 100,00 |    |  |  |  |
| Abstentions                | Abstentions         | Abstentions             | 5 844  | 33,54  |    |  |  |  |
| Votants                    | Votants             | Votants                 | 11 579 | 66,46  |    |  |  |  |
| Exprimés                   | Exprimés            | Exprimés                | 11 161 | 64,06  |    |  |  |  |

### Élection municipale de 1971
| Tête de liste              | Tête de liste    | Liste           | Premier tour | Premier tour | Second tour | Second tour | Sièges | Sièges |
| Tête de liste              | Tête de liste    | Liste           | Voix         | %            | Voix        | %           | CM     |        |
| -------------------------- | ---------------- | --------------- | ------------ | ------------ | ----------- | ----------- | ------ | ------ |
|                            | Paul Schwebel    | Centr.          | 4 255        | 40,07        | -           | -           | -      |        |
| Schiltigheim Demain        |                  |                 | 4 255        | 40,07        | -           | -           | -      |        |
|                            | Georges Ritter * | UDR (Maj.)      | 3 239        | 30,50        |             |             |        |        |
|                            | M. Hoffmann      | Mod.            | 1 594        | 15,01        |             |             |        |        |
|                            | Charles Werling  | PCF-PS (Un. g.) | 1 432        | 13,48        |             |             |        |        |
| Liste d'union de la gauche |                  |                 | 1 432        | 13,48        |             |             |        |        |
|                            |                  |                 |              |              |             |             |        |        |
| Inscrits                   | Inscrits         | Inscrits        | 17 761       | 100,00       |             | 100,00      |        |        |
| Abstentions                | Abstentions      | Abstentions     | 6 830        | 38,45        |             |             |        |        |
| Votants                    | Votants          | Votants         | 10 931       | 61,54        |             |             |        |        |
| Exprimés                   | Exprimés         | Exprimés        | 10 618       | 59,78        |             |             |        |        |
| * Liste du maire sortant   |                  |                 |              |              |             |             |        |        |